# Raoulia (krab)
Raoulia is een geslacht van kreeftachtigen uit de klasse van de Malacostraca (hogere kreeftachtigen).

## Soorten
- Raoulia calva Ng & Rahayu, 2014
- Raoulia fortis Ng & Rahayu, 2014
- Raoulia galea Ng & Rahayu, 2014
- Raoulia limosa Ng, 1987
- Raoulia piroculata (Rathbun, 1911)